# Alexandre Beaumont
Pour les articles homonymes, voir Beaumont.
Louis Alexandre Beaume, dit Alexandre Beaumont, est un juriste, librettiste, dramaturge et romancier français né le 1er août 1827 dans l'ancien 1er arrondissement de Paris et mort le 11 mars 1909 à Paris 8e.

## Biographie
Alexandre Beaume naît à Paris le 1er août 1827. Juriste de formation, il devient avocat près la Cour d'appel de Paris. Il publie en 1854 aux éditions Cosse, en collaboration avec Étienne Blanc (avocat et jurisconsulte, 1805-1874), un Code général de la propriété industrielle littéraire et artistique.
Il est connu pour sa production littéraire (romans, pièces de théâtre et livrets d'opéra) sous le pseudonyme d'Alexandre Beaumont. Il traduit notamment, en collaboration avec Charles Nuitter, le livret de Francesco Maria Piave et Andrea Maffei pour la représentation du Macbeth de Giuseppe Verdi au Théâtre-Lyrique de Paris en 1865.
Il meurt le 11 mars 1909 et est inhumé au cimetière du Père-Lachaise (59e division).

## Œuvre
- Le Lion de Saint-Marc, opéra-bouffe, livret de Charles Nuitter et Alexandre Beaumont, musique d’Isidore Legouix.